# North Devon
North Devon ist ein District in der Grafschaft Devon in England. Verwaltungssitz ist die Stadt Barnstaple; weitere bedeutende Orte sind Fremington, Ilfracombe, Lynton und South Molton.

## Geographie
Der Distrikt liegt im Nordosten von Devon. Er wird im Süden vom District Mid Devon und im Südwesten vom District Torridge begrenzt. Im Norden liegt der Bristol Channel, im Westen das Bideford Bay. Im Osten befindet sich die Grafschaft Somerset. Der Distrikt hat Anteil am Exmoor-Nationalpark und liegt am River Taw. Daneben befindet sich das Naturschutzgebiet North Devon AONM im Distrikt, durch das der Fernwanderweg South West Coast Path verläuft.

## Geschichte
Der Bezirk wurde am 1. April 1974 gebildet und entstand aus der Fusion des Municipal Borough Barnstaple, der Urban Districts Ilfracombe und Lynton sowie der Rural Districts Barnstaple und South Molton.

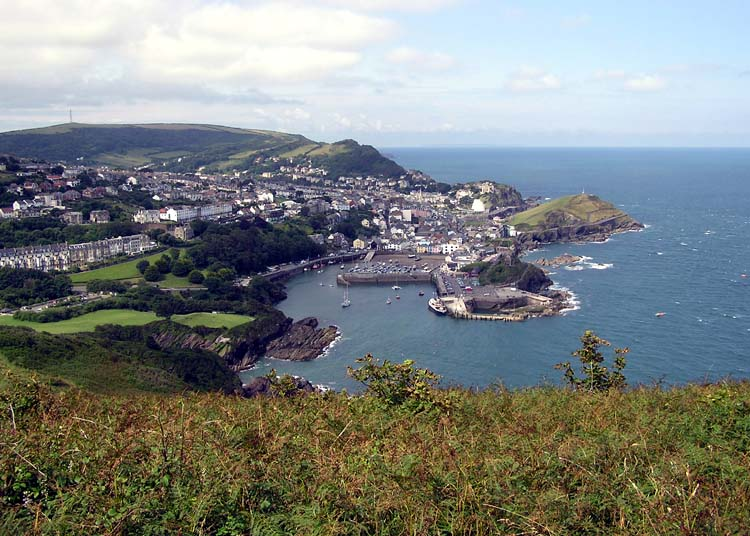
Blick auf Ilfracombe

## Verkehr
Durch den Distrikt führen die A361 (Link Road), die A39 (Atlantic Highway) sowie die A399 und die A377.
Einzige Eisenbahnlinie im Distrikt ist die Tarka Line zwischen Barnstaple und Exeter. Alle übrigen früher existierenden Strecken wurden stillgelegt und abgebaut, zuletzt 1982 die nur noch im Güterverkehr bediente Strecke von Barnstaple nach Great Torrington.